# 暗體綠鰭魚
暗體綠鰭魚，為輻鰭魚綱鮋形目牛尾魚亞目角魚科的其中一種，分布於東大西洋區，從不列顛群島至茅利塔尼亞海域，包括地中海、黑海，棲息深度可達170公尺，體長可達34公分，為底棲性魚類，生活在泥底質、岩石底質的海域，屬肉食性，可做為食用魚。